# Король жизни
«Король жизни» (венг. Az élet királya; также фильм известен под названием «Портрет Дориана Грея») — венгерский немой драматический фильм 1917 года режиссёра Альфред Деэши. Сценарий фильма написан Йожефом Пакотсом, он является адаптацией романа Оскара Уайльда «Портрет Дориана Грея». Один из первых фильмов в карьере Белы Лугоши.
Премьера фильма состоялась в Будапеште 21 января 1918 года и была описана в местной прессе Будапешта как «почти беспрецедентный успех». Фильм получил положительную рецензию в газете Pesti Napló.
По состоянию на 2021 год фильм считается утерянным.

## Сюжет
До наших дней фильм не сохранился, по этой причине неизвестно насколько точно он следует следует сюжету книги. Но сохранились кадры, по которым можно узнать сцены из книги.

## В ролях
| Актёр                                                    | Роль                    |
| -------------------------------------------------------- | ----------------------- |
| Норберт Дэн                                              | Дориан Грей             |
| Бела Лугоши (под псевдонимом Arisztid Olt)               | лорд Генри Уоттон       |
| Энни Гот                                                 | герцогиня Марборо       |
| Ила Лот                                                  | актриса Сибил Вейн      |
| Густав Туран                                             | художник Бэзил Холлуорд |
| Лайош Геллерт (под псевдонимом Viktor Kurd)              | Джим                    |
| Рихард Корнай                                            | принц                   |
| Камилла фон Холлаи (в титрах указана как Hollay Camilla) | Хетти                   |
| Элла Холлан                                              | роль неизвестна         |

## Производство

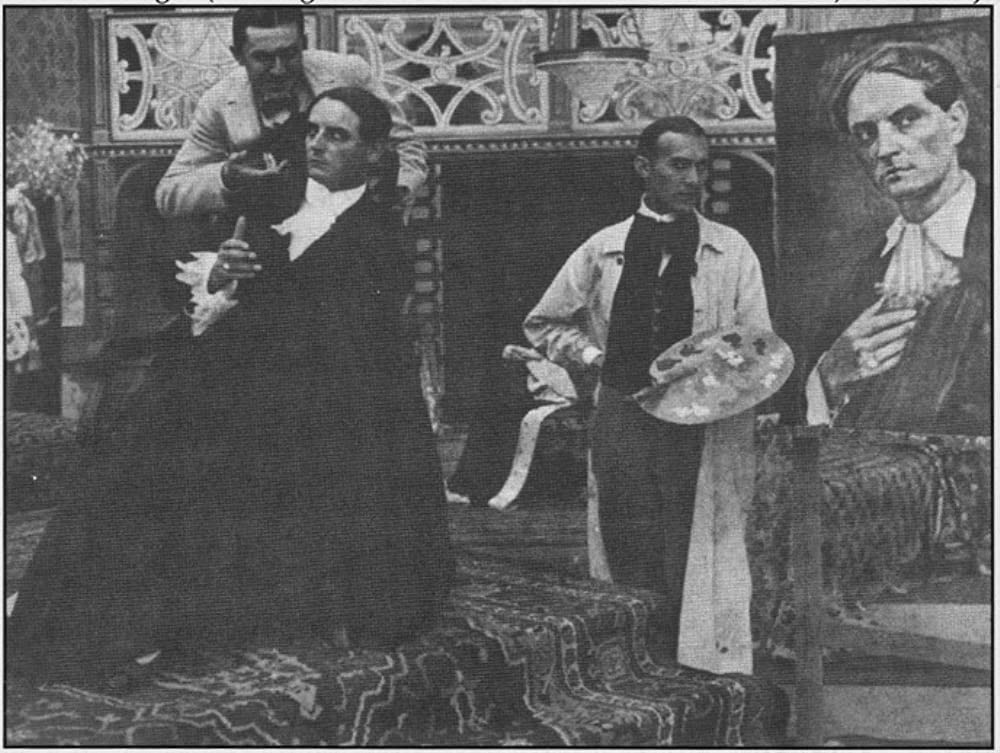
Кадр из фильма. Слева направо: Бела Лугоши, Норберт Дэн, Густав Туран.

Фильм «Король жизни» был снят на основе романа Оскара Уайльда «Портрет Дориана Грея» (1891). В фильме Норберт Дэн играет Дориана Грея, а Бела Лугоши исполняет роль лорда Гарри Уоттона, которого в романе звали Генри Уоттон. Лугоши выступал под псевдонимом Аристид Ольт (венг. Arisztid Olt). Этот псевдоним он использовал во всех фильмах Star Film Company.

## Релиз
Предварительный показ фильма состоялся 23 октября 1917 года в кинотеатре «Урания». Официальная премьера состоялась 21 января 1918 года в будапештском театре «Корсо». В местной будапештской прессе фильм описывался фразой «почти беспрецедентный успех».
В некоторых рекламных плакатах название фильма писали не Az élet királya, а просто Élet királya. В одной из реклам 1917 года в Mozgofenykep Hirado название фильма было указано как «Дориан Грей» (венг. Dorian Gray). В Германии фильм вышел под названием «Следы его грехов» (нем. Die Spur seiner Sünden). Также фильм выходил под названием Dorian Gray Arckepe. По состоянию на 2022 год, как и в случае практически со всеми венгерскими фильмами Лугоши, не сохранилось ни одной копии фильма.
До наших дней фильм не сохранился.

## Критика

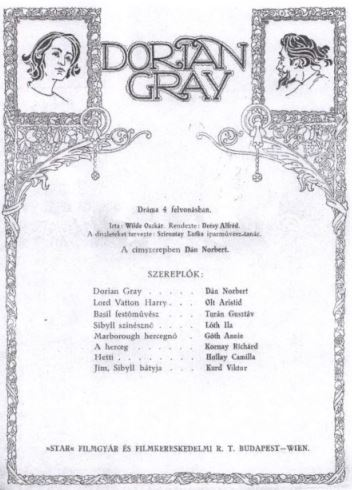
Страница с рекламой фильма из журнала Mozgôfénykép Hiradô. 1917 год.

В венгерской газете Pesti Napló критик назвал фильм «великолепной психологической драмой» и заметил, что фильм «может быть интересным сравнением» с немецким фильмом «Портрет Дориана Грея» Рихарда Освальда. Тот же критик писал: «Драматургия, шокирующая психологическая нить и изысканные интерьеры венгерской [версии] оказывали сильнейшее воздействие на зрителей». Другие рецензенты высоко оценили работу Белы Лугоши, который снялся в фильме под именем Аристид Ольт. Критик из Mozihét Kino-Woche заявил, что Лугоши сыграл лорда Уоттона «с искусностью высшего качества», а другой критик назвал его игру «самой достойной».